# 朱襄镇
朱襄镇，是中华人民共和国河南省商丘市柘城县下辖的一个乡镇级行政单位。
明、清属永宁、招贤两乡。民国初置仵家集北、仵家集南、曹堂集北、寿峰寺西四牌，属东南区。1935年设大仵镇联保及曹堂、大梁集、岳集三乡联保，属第二区。1945年置大仵镇，辖朱堌寺、唐楼、岳集、马堂四保。1949年分属胡襄、起台区。1952年设九区（大仵区）。1958年建大仵公社。1984年改大仵乡。2022年6月撤销大仵乡，设立朱襄镇。因境內朱堌寺村的炎帝朱襄氏陵而得名。

## 行政区划
朱襄镇下辖以下地区：
西街村、东街村、北街村、刘楼村、朱贡寺村、陈丰村、王庄村、王楼村、胡家山村、孙楼村、大梁村、王树林村、张楼村、张小村、刘山村、周楼村、岳楼村、夏庄村、马庄村、张白村、宋集村、谢集村和豆小村。